# تيري نان
تيري نان (بالإنجليزية: Terri Nunn)‏ هي مغنية وممثلة أمريكية، ولدت في 26 يونيو 1961 في لوس أنجلوس في الولايات المتحدة.

## وصلات خارجية
- تيري نان على موقع IMDb (الإنجليزية)
- تيري نان على موقع ميوزك برينز (الإنجليزية)
- تيري نان على موقع أول موفي (الإنجليزية)
- تيري نان على موقع قاعدة بيانات الأفلام السويدية (السويدية)
- تيري نان على موقع أول ميوزيك (الإنجليزية)
- تيري نان على موقع ديسكوغز (الإنجليزية)
- تيري نان على موقع قاعدة بيانات الفيلم (الإنجليزية)